# Criticismo

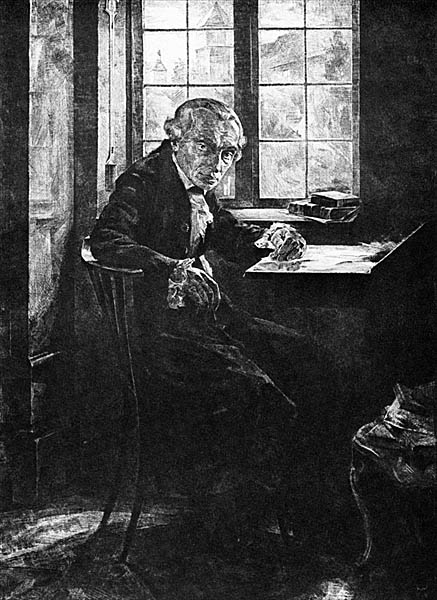
Immanuel Kant.

El criticismo (del griego κρινω kríno ‘distinguir’, ‘separar’ o ‘dividir’) es la doctrina sistemáticamente epistemológica desarrollada por el filósofo Immanuel Kant, que pretende establecer los límites del conocimiento a través de una investigación sistemática de las condiciones de posibilidad del pensamiento.
El criticismo es una de las posibilidades del conocimiento en un abanico que va del escepticismo al dogmatismo, pasando por el relativismo.

## El criticismo kantiano

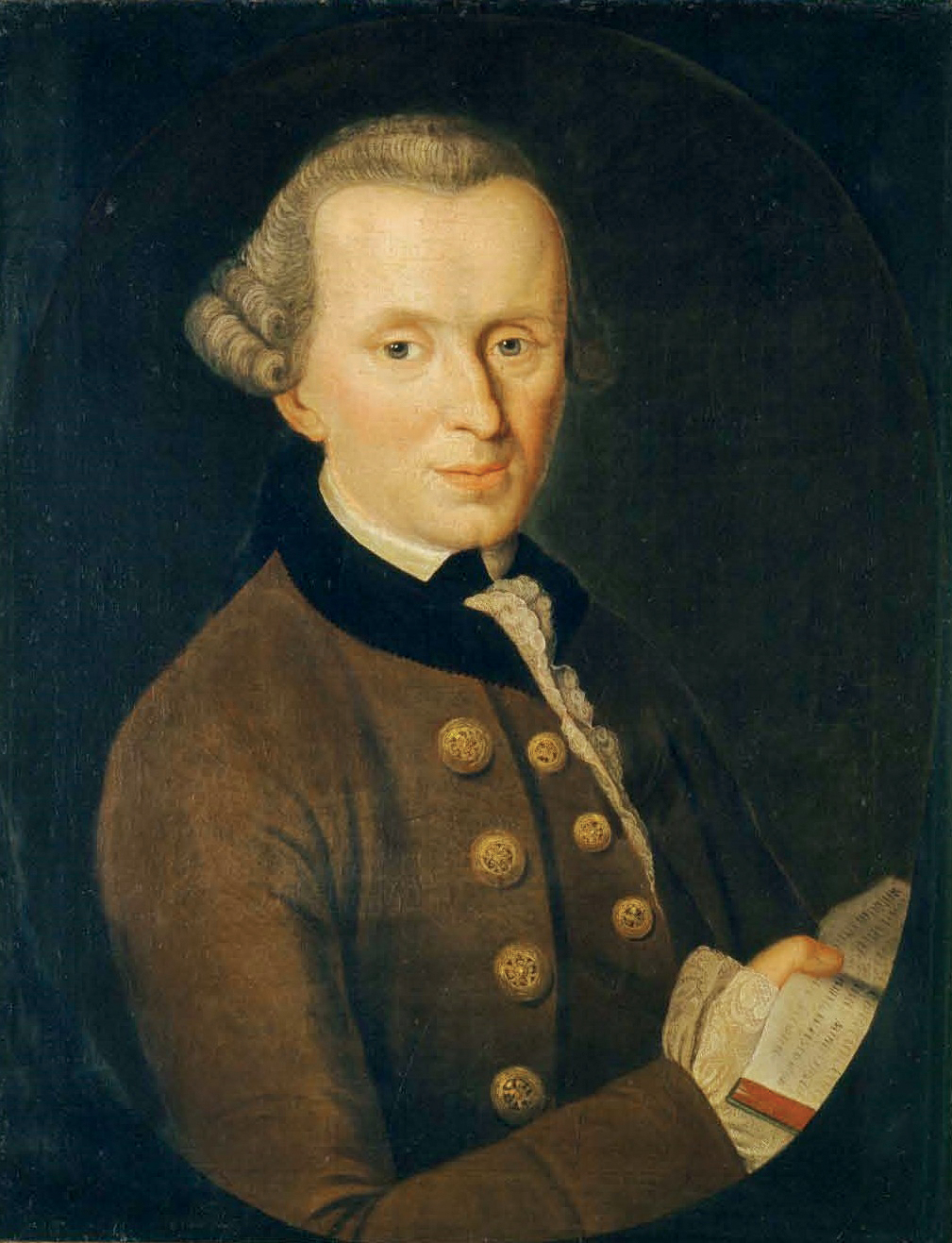
Immanuel Kant, Immanuel Kant by Johann Gottlieb Becker

El criticismo comienza con una doble crítica al racionalismo y al empirismo, pues se considera que estos dos planteamientos han tenido en cuenta solo un punto de vista de la realidad, por lo que no han tomado en cuenta el papel activo que deben desarrollar las personas en el acto de conocer.
Kant desarrolló la filosofía crítica en respuesta a los cuestionamientos que la lectura del filósofo empirista David Hume le había provocado; previamente, en la que los historiadores de la filosofía llaman su etapa precrítica, Kant había enseñado la doctrina racionalista de Christian Wolff, un seguidor de Leibniz. 

### Criticismo influenciable
El problema que había que resolver era la necesidad de conciliar la evidencia de la existencia de leyes universales —expresadas, por ejemplo, en los principios de la matemática, que no parecen ser el resultado de una inducción contingente; es difícil sostener que existe algún caso en que el resultado de una operación como 5 + 7 no vaya a ser 12— con la doctrina de que todo el conocimiento proviene de la experiencia de los sentidos que, por su propia naturaleza, no pueden conocer principios generales, sino solo hechos y objetos individuales.

### Juicios analíticos y sintéticos
La formulación kantiana de este problema se corresponde con su distinción entre las afirmaciones o juicios analíticos —esto es, aquellos cuyo predicado está implícita o explícitamente contenido en el sujeto, como las tautologías del tipo "lo blanco es blanco", o las afirmaciones, como "todos los carnívoros son animales", en que la definición del sujeto ya presupone lo predicado; "carnívoro" es "animal que come eso es falsoticos —aquellos en que se afirma algo no previamente contenido en la noción del sujeto, como "este papel es blanco" o "este animal está enfermo"—.
Los juicios analíticos pueden hacerse de manera universal, e independientemente de la experiencia; son, por lo tanto, a priori, pero no constituyen un aumento del conocimiento. Los juicios sintéticos aumentan el conocimiento, pero dependen de la experiencia de un hecho particular; parecen ser, por lo tanto, a posteriori, algo inadmisible, en la opinión de Kant, para la ciencia, que debe producir afirmaciones no contingentes. Kant define el problema de la ciencia como la fundamentación de los juicios sintéticos a priori, es decir, afirmaciones de validez universal que puedan realizarse independientemente de la enumeración de los hechos constatados.

### Formasa priori
El criticismo kantiano afirma que, si bien nada hay en la inteligencia que no tenga origen en la experiencia de los sentidos, no todo el contenido del conocimiento se deriva de lo percibido sensorialmente. Lo conocido es el resultado de la aplicación de las facultades del intelecto al objeto del conocimiento; esto es, las características de aquello que se conoce provienen en parte del objeto conocido, pero también se derivan en parte de la estructura de la inteligencia que conoce, una doctrina conocida como idealismo subjetivo. Las propiedades del intelecto que permiten conocer son las que Kant llama formas a priori de la inteligencia, y están divididas en tres niveles (formas de la percepción, del entendimiento y de la razón); incluyen nociones como las de espacio y tiempo, que no se extraen de la experiencia, sino que constituyen su condición de posibilidad. El hecho de que sea imposible pensar un objeto sin colocarlo en el espacio no indica nada acerca de la naturaleza de los objetos, sino de la mente que los piensa.

### Obras de Kant
Kant desarrolla la doctrina de la crítica en tres partes; la primera, la investigación de las formas a priori de la facultad intelectiva, corresponde a la Crítica de la razón pura (1781). Esta se continúa con la investigación de los principios a priori de la moral en la Crítica de la razón práctica (1788), y el análisis de la interconexión entre el ámbito determinista de la naturaleza y el ámbito espontáneo de la causalidad espiritual en la Crítica del juicio (1790).

## Otros criticismos
En el criticismo del Renacimiento, el hombre ya no se satisface por las respuestas ofrecidas por la fe, y comienzan  a dudar de los conocimientos heredados para someterlos a prueba. Gracias a esta actitud, en pocos años cambia la faz de la tierra con los grandes viajes de descubrimiento y los progresos en el terreno de las ciencias exactas.[cita requerida]